# Ожукарај
Ожукарај је град у Индији у држави Пондишери. Према незваничним резултатима пописа 2011. у граду је живело 300.028 становника.

## Становништво
Према незваничним резултатима пописа, у граду је 2011. живело 300.028 становника.
| 1991.   | 2001.   | 2011.   |
| ------- | ------- | ------- |
| 157.131 | 217.707 | 300.028 |